# マイク・ゾンネフェルト
マイク・ゾンネフェルト（Mike Zonneveld、1980年10月27日 - ）は、オランダ・ライデン出身の元サッカー選手。現役時代のポジションはDF、MF。

## 経歴
地元のアマチュアクラブであるVV SJCに所属した後、アヤックス・アカデミーに移籍。1999年にエールステ・ディヴィジのゴー・アヘッド・イーグルスでプロデビューした。2009年シーズンより、PSVアイントホーフェンからFCフローニンゲンへ期限付き移籍。

## タイトル
PSV
- エールディヴィジ : 2007-08
- ヨハン・クライフ・スハール : 2008